# Valentin Marica
Valentin Marica (n. 9 decembrie 1949, sat Zoreni, comuna Sânmihaiu de Câmpie, județul Bistrița-Năsăud) este un scriitor, poet și publicist român, membru al Uniunii Ziariștilor Profesioniști din România și al Uniunii Scriitorilor din România, doctor în filologie. În prezent lucrează ca realizator de emisiuni la Societatea Română de Radiodifuziune, Studioul Teritorial de Radio Târgu Mureș.

## Biografie
Se naște în ziua de 9 decembrie 1949, în satul Zoreni, comuna Sânmihai de Câmpie, județul Bistrița-Năsăud, din părinți țărani, Lazăr și Maria (n. Bența).
După absolvirea Facultății de Litere, specialitatea română-italiană, a Universității „Babeș-Bolyai”, a urmat cursurile Facultății de Filozofie, la aceeași universitate. A fost repartizat, prin ordin ministerial, profesor la Școala Generală nr. 11 din Tg. Mureș. Ca profesor de limba și literatura română, a inițiat primul cenaclu literar al copiilor din Tg. Mureș, a publicat culegerea Exerciții gramaticale structurale, împreună cu prof. Emilia Dobreanu, prezentată la Simpozionul Național de Limba Română, prezidat de acad. Ion Coteanu, București, 1975, și i-a dedicat poetei Alice Călugăru monografia Tragicul unei vieți și al unei operei literare. Ca membru al Societății Filologilor din România a susținut comunicări științifice despre D.Cantemir, I. Slavici, M. Eminescu, L. Blaga, T. Arghezi, L.Rebreanu, G. Călinescu.
A fost redactor al Radioteleviziunii Române, secretar literar la Teatrul Național din Tg. Mureș, lector la Universitatea de Artă Teatrală din Tg. Mureș și la Facultatea de Jurnalism a Universității „Dimitrie Cantemir”, consilier al Direcției pentru Cultură Mureș. Este senior-editor la Societatea Română de Radiodifuziune, Studioul Regional de Radio Tg. Mureș, colaborator permanent la Radio România Cultural și Radio România Internațional, membru al Uniunii Ziariștilor Profesioniști, membru al Uniunii Scriitorilor din România, redactor al revistei „Târnava”, secretar al Despărțământului Central Mureș al Astrei, președintele Fundației Culturale „Cezara”, doctor în filologie și științele comunicării.
A inițiat concursurile naționale de creativitate artistică Jocul de-a ziua cea bună și Vreme trece, vreme vine, Festivalul Fanteziei, proiectele  Senior al Târgu-Mureșului, Superlative Culturale, Diplomele „Exemplarium” pentru Înalte Valori Umane, seriile de carte ale Fundației „Cezara”: Prima verba, Perpetuum, Via lucis. A îngrijit ediții Eminescu, Goga, Arghezi, Aron Cotruș.
A debutat, cu poezie, în revista Cronica din Iași, în 1970, prezentat de poetul Mihai Ursachi. A publicat în: Tribuna, Steaua, Vatra (cu pseudonim), Teatrul, Poesis, Luceafărul, Transilvania, Mișcarea Literară, Jurnal literar, Hyperion, Târnava, Astra Blăjeană, Reghinul Cultural, Revista Română etc.
A publicat volumele de versuri: Metanii, Vecernii, Laguna umbrei, Secantă la ochiul mimozei, Cruci în deșert, Aluviuni-Alluvia, ediție bilingvă română-engleză, traduceri de prof. univ. dr. Virgil Stanciu, Ziua canonului, În naosul râului, Manuscrisul de jad, Mâini de alint (versuri pentru copii), Schitul numelui, ediție bilingvă română-franceză, traduceri de Alexandre Luca și Anca Clitan, Îndurarea amiezii și volumul de publicistică Linia de contur.
Are sub tipar: Absidă pentru ziua a treia, versuri, Italia, învelișul alb…, note de călătorie și Thanatosul ca ipostază a tragicului în literatura română, teza de doctorat.   
Ca președinte al Fundației Culturale „Cezara Codruța”, a organizat un centru pentru copiii cu dezabilități, de buna funcționare a acestuia ocupându-se cu eforturi supraomenești.
Fundația Culturală „Cezara Codruța” s-a implicat în cele mai importante proiecte culturale care s-au derulat la nivel județean, ca inițiator dar și în parteneriat cu instituții și ONG-uri cu specific cultural.

## Schitul numelui
Noua carte a lui Valentin Marica, Schitul numelui, apărută la Editura Ansid, în condiții grafice de excepție, într-o notă cu care ne-a obișnuit, de altfel, poetul, exigent și față de carte ca obiect, continuă un program poetic început cu Metanii, urmat de Vecernii, Cruci în deșert, Ziua canonului, În naosul râului, suită care-și circumscrie un univers nu doar lexical ci și tematic, fără echivoc, religiosul. Dar nici celelalte cărți ale sale, cu titluri „laice”, nu fac altceva decât să consacre un destin poetic care mărturisește prin credință.
Nimic ostentativ și nici de paradă, oricât de susținută e recurența religiosului în poezia lui Valentin Marica. Titluri precum Îngenunchind în vid, Amiază fără Isus, Înainte de liturghie, Bobotează, Schitul numelui, Evanghelia revărsatului de zi, O altă răstignire, Pânza cea rară a botezului, Ziua cu mâinile împreunate, vorbesc de la sine despre preeminența credinței, despre „punctul cardinal” al poeziei din Schitul numelui. O poezie a luptei cu îngerul dar și cu cuvântul, ajuns și el să fie răstignit, ca jertfă a mântuirii celor care vor să-i slujească: „Batem în lemnul verde al schitului/ cu rana vie din pumnii genunchilor/ Ochii închiși simt săgeata chivotului/ Mâinile tremură în desprinderea lor de pe cruce/ Trec roți prin sângele inimii/ spre subsioara cuvântului răstignit…// Strâng sub pleoapă somnul sfinților/ jinduind tăcerea icoanei/ În rama ei îmi măsor creștetul”.( În herbul firului de iarbă). În tăcerea icoanei, care e și venerație și rugăciune, își derulează Valentin Marica și rostirea și rostuirea poetică. Iar rugăciunea, pentru Valentin Marica, „pune iertare-n cuvânt” (Înnoptare) Puțini poeți se situează ca Valentin Marica în orizontul credinței, până la a ajunge la O altă răstignire: „Printr-o frunză/ spune ziua că e timp/ și se va face cruce…/ Începe cuvântul să meargă/ descărcat de fluidul din stele/ Linia dreaptă a razei e doar străfulgerare/ magma sângerie/ în tăcerea unei jertfe/ Vasul frunții spart în sudalmă/ împrăștie la porți/ păcatul ultimului cuvânt”.
Într-un fel, Valentin Marica reabilitează poezia religioasă, în notele ei fundamentale, nu în recuzită și nici în elementele ei de decor. El pune accent pe dimensiunea metafizică. „Iacob încetase lupta cu îngerul”, spune poetul în Ziua cu mâinile încrucișate, „Fiecare trecător fărâmița zori/ pentru limba valului în care se alungise umbra aripei/ Numai tu aveai mâinile încărcate de noapte/ Cu ceara umerilor ștergând hubloul visului/ În rană licăreau boturi de animale/ adulmecând crengile de apă”. La această cumpănă de ape, ca la o cumpănă Între noapte și zi, se situează întreg orizontul de așteptări: „Îmi resfir degetele mânii/ în adormirea ta/ E smarald clipirea aripei/ peste albia jocului cu cercul/ sau în mâna împământenitului/ ce aruncă pietre de râu/ lângă zăpada cerului// și apa se tulbură…//Ochiul se-nchide// Când muntele își azvârle culcușurile/ spre gura prăpastiei/ cum poți opri strigătul/ doar în pâlpâirea unei lumânări”.
Acest ultim vers este, în registru oximoronic, „judecata de apoi” la care este chemată poezia.
Poezia lui Valentin Marica este elegiacă în toate fibrele ei, iar nostalgia paradisului pierdut capătă valențe canonice. Poemele au încărcătură interogativă, dar interogațiile sunt mute, ele reverberează doar în adâncul ființei, ca un ecou stins al tragicului. 
Până la urmă, cartea lui Valentin Marica este o radiografie a suferinței, o confesiune amară, a resemnării și asumării fatalității. Tonul cărții nu coboară însă sub pragul gravității, rămânând, totodată și într-o constanță stilistică. Poetul caută mereu acorduri temelor care i-au consacrat opțiunea și reconsiderarea atitudinală, față de viață, față de literatură. 
Mai mult, Schitul numelui ca și Aluviuni încearcă o deschidere spre alte teritorii lingvistice și culturale. La început a fost engleza, de această dată e franceza, limba în care Alexandru Luca și Anca Clitan încearcă ceea ce am putea numi „corespondențe”, în accepție  rimbaldiană.
Nu pot spune câtă „fidelitate” și câtă „trădare” este în echivalențele în franceză ale poeziei lui Valentin Marica, dar poezia sa are nevoie să evadeze din granițele limbii, să-și găsească rezonanță și în alte capacități receptive.
Oricum, la ea acasă, poezia lui Valentin Marica dă durată numelui poetului și-l face să binemerite ceea ce noi, cu bucurie și prețuire, am considerat că merită să primească mai mult decât o înnobilare, titlul de „Cetățean de onoare al poeziei”. Este primul titlu pe care Direcția Județeană pentru Cultură, Culte și Patrimoniul Cultural Național Mureș îl acordă vreunui poet mureșean, dar poate nu numai, pentru că, după știința mea, nimeni n-a mai acordat vreodată un astfel de titlu.

## Studii de istorie literară
Valentin Marica, după ani buni de cercetare literară, a decis să-și adune între coperte de carte o selecție din textele sale de critică și istorie literară, parte dintre ele susținute în conferințe publice, publicate în presă sau rostite pe undele radio. E o selecție care pune laolaltă personalități referențiale ale culturii române, cu autori din epoci diferite, poeți, prozatori, istorici…, într-un registru al afinităților elective. E un mozaic care reconstituie fizionomia și anatomia unor preocupări din care autorul și-a extras seva propriilor elanuri creative, formative. 
Eminescu, Agârbiceanu, Pavel Dan, Liviu Rebreanu, Blaga, Nicolae Iorga, Miron Elie Cristea, Vasile Netea, Zaharia Stancu, Mateiu I. Caragiale, Romulus Guga par desprinși din tabelul mendeleevic al literaturii, oarecum aleatoriu. Ei sunt însă repere pentru o încercare de „reconstrucție estetică  a lumii”, cum spune autorul atunci când vorbește despre un scriitor care a scris despre „Viața postmortem”. E o încercare de refacere a unității în diversitate. Valentin Marica urmează în cercetările sale dascăli și critici literari clujeni afini, într-un registru al relațiilor magister - discipol: Ion Vlad, Mircea Zaciu, Mircea Muthu, Ioana Em. Petrescu, Petru Poantă, Mircea Vaida, citiți și invocați adesea. Valentin Marica propune relecturi, utilizând abil arta citării, evitând traseele bătătorite și locurile comune, cu unghiuri noi, îndrăznețe, de interpretare. Referințele sale critice ne relevă largul  orizont dinspre care autorul se caută/se regăsește pe sine. 
În cele mai multe cazuri, cercetarea lui Valentin Marica, preocupat de “dorul de moarte eminescian”, se constituie în nuclee, în puncte de pornire  ale unor studii ample, între care și Thanatosul ca ipostază a tragicului în literatura română, teza de doctorat a autorului. 
Morții îi sunt cercetate toate “rosturile” și rostuirile: moartea “caos de lumină”, frica de moarte, fiorul morții, moartea ca “repauzare”, „familiaritatea cu moartea”, “contiguitatea viață-moarte”, “moartea tragică, cu efect eliberator”, “sudorile morții”, “visul de dinainte de moarte” ș.a.m.d. Pe urmele lui Emil Cioran, Valentin Marica se alătură percepției de „cronicizare a sentimentului morții”. Inevitabil, cercetările sale surprind ipostaze ale thanaticului: “Ion Agârbiceanu și Pavel Dan sunt spirite confraterne, venind din aceleași tărâmuri ale luptei cu îngerul, cu moartea”, “În mentalul personajului Urcan din proza lui Pavel Dan, moartea este în ordinea firii”, “moartea e „mutare, nu peirzare” și învață să moară prin suferință, ascensional, de la ispită la puritatea luminii”, “În măsura în care ființa tinde spre desăvârșire, ea tinde spre moarte”, “Înțelepciunea îl face să vadă ființa, prin moarte”, “moartea lui (Socrate - n.m.) e măreață, pe când Cristos e muritorul de rând, singur și ocărât, e inocența pedepsită”, “sacru se poate exprima ordinea, printr-o nouă naștere, superioară, eternă, care poate fi moartea”,  “lumina are, într-un registru discret, valențe thanatice”, “moartea bătrânului (Urcan) închide în sine o lume arhaică, a tăcerii și tainei”, “austerității vieții nu-i urmează solemnitatea ritualurilor morții”, “mirele pleacă din nuntă în moarte” etc. 
Parcurgând studiile lui Valentin Marica, prin reiterarea insistentă a eminescianului „Nu credeam să-nvăț a muri vreodată”, ești înclinat să crezi că, până la urmă, valoarea supremă a vieții este moartea.
Deși își intitulează simplu și lapidar cartea „Studii de istorie literară”, prin rigoare, subtilitate, rafinament, Valentin Marica își menține sobrietatea și distincția, onestitatea într-un exponențial academic.

## Premii și distincții
- Premiul I la Simpozionul Național de Folclor, Cluj, 1970, pentru cercetarea Lioara - un obicei din ciclul primăverii
- Premiul Special al Juriului la Festivalul Național de Poezie „Lira Covasnei”, 1977
- Premiul pentru Poezie al revistei „Ambasador”, 1998
- Premiul Provocare Jurnalistică la Galele Radio, edițiile 1998 și 1999
- Marele Premiu la Concursul Național de Poezie „Ion Minulescu”, 2000
- Premiul I la Festivalul Internațional de Poezie „Lucian Blaga”, Sebeș, 2001
- Premiul pentru Înalt Profesionalism și Premiul pentru Cel mai bun prezentator radio la Festivalul Internațional al Emisiunilor de Radio și de Televiziune, Ujgorod -Ucraina, edițiile 2000 și 2001
- Premiul Uniunii Scriitorilor - Filiala Mureș, pentru poezie, Tg. Mureș, 2000
- Premiul Uniunii Scriitorilor - Filiala Mureș, pe anul 2002, pentru emisiunile culturale radio
- Diploma de Excelență pentru emisiunile culturale radio, la Festivalul Național de Poezie „Romulus Guga”, 2002
- Premiul Festivalului Național de Poezie Religioasă „Credo”, ediția a III-a, Tg. Mureș, 2003, pentru volumul Ziua Canonului
- Diploma de Excelență a Primăriei Municipiului Blaj și a Despărțământului „Timotei Cipariu” al Astrei pentru întreaga activitate
- Premiul Uniunii Scriitorilor și al revistei „Târnava” pentru eseu, la Festivalul Național „Lucian Blaga”, Târgu Mureș, 2004
- Diploma de Excelență a Bibliotecii „Petru Maior” din Reghin, 2005
- Diploma Cetățean de onoare al poeziei, din partea Direcției pentru Cultură Mureș, pentru volumul Schitul numelui, 2005
- Premiul Uniunii Scriitorilor, Filiala Mureș, pe anul 2005, pentru volumul Mâini de alint, versuri dedicate copiilor
- Premiul revistei „Ambasador” pentru poezie, pe anul 2006.